# Кондратовська (муніципальне утворення «Телеговське»)
Кондратовська (рос. Кондратовская) — присілок в Красноборському районі Архангельської області Російської Федерації.
Населення становить 2 особи. Входить до складу муніципального утворення Телеговське сільське поселення.

## Історія
Від 2004 року входить до складу муніципального утворення Телеговське сільське поселення.

## Населення
| 2010 |
| ---- |
| 2    |